# Ingenuus
Ingenuus császári legátus volt Pannoniában, akiből később trónbitorló lett. Ő vezette a barbárok általi 260.-évi rövid és sikertelen felkelés elleni harcot. Ingenuus jó szolgálatott tett Gallienus császárnak azáltal, hogy visszatartotta a szarmata inváziót és legalább átmenetileg megőrizte a pannóniai határt. Korábban kinevezték Caesar Cornelius Licinius Valerianus, Gallienus gyermekének nevelőjévé, de a fiú 258-as halála után helyzete meggyengült az udvarban.

## Uralkodása
Lehetőséget talált arra, hogy római császár legyen, amikor Sápúr elfogta és meggyilkolta Valerianust.
Gallienus ekkor Germaniában, a Rajnánál volt, azért gyorsan cselekedett, és rövid időn belül utolérte a trónbitorlót Mursánál. Ingenuus csapatait legyőzték, mivel Gallienus tábornokának Aureolusnak a lovassága egy újításnak köszönhetően a korábbi állapotához képest mobilisabb lett, így nagyobb harcerőt is képviselt.
Az ütközet után Ignenuus öngyilkosságot követett el, hogy a fogságba kerülést elkerülje.